# Cipollino (film 1972)
Cipollino (Чиполлино) è un film del 1973 diretto da Tamara Nikolaevna Lisician.

## Trama
Il film racconta di un paese fantastico in cui vivono frutta e verdura e delle avventure di un ragazzo coraggioso, allegro e dispettoso Cipollino della famiglia delle cipolle.